# 토마스 딜레이니
토마스 조세프 딜레이니(덴마크어: Thomas Joseph Delaney, 1991년 9월 3일~)는 안데를레흐트와 덴마크 축구 국가대표팀에서 뛰고 있는 아일랜드, 미국계 덴마크인 축구 선수로, 포지션은 수비형 미드필더다.

## 사생활
덴마크의 프레데릭스베르에서 태어난 딜레이니는 아일랜드, 미국계 덴마크인 아버지와 덴마크인 어머니 사이에서 태어났다. 딜레이니의 증조할아버지는 19세기 아일랜드 대기근으로 인해 아일랜드에서 미국 뉴욕 부근으로 이민을 간 아일랜드계 미국인이고 딜레이니의 아버지는 덴마크에서 태어난 미국계 덴마크인이다.